# Вајтрајт (Тексас)
Вајтрајт (енгл. Whitewright) град је у америчкој савезној држави Тексас. По попису становништва из 2010. у њему је живело 1.604 становника.

## Демографија
Према попису становништва из 2010. у граду је живело 1.604 становника, што је 136 (7,8%) становника мање него 2000. године.
| Група             | 2000.         | 2010.         |
| Белци             | 1.495 (85,9%) | 1.338 (83,4%) |
| Афроамериканци    | 145 (8,3%)    | 133 (8,3%)    |
| Азијати           | 16 (0,9%)     | 1 (0,1%)      |
| Хиспаноамериканци | 46 (2,6%)     | 91 (5,7%)     |
| Укупно            | 1.740         | 1.604         |